# Diecezja Changde
Diecezja Changde (łac. Dioecesis Ciamteana, chiń. 天主教常德教区) – rzymskokatolicka diecezja ze stolicą w Changde, w prowincji Hunan, w Chińskiej Republice Ludowej. Biskupstwo jest sufraganią archidiecezji Changsha.

## Historia
19 września 1879 papież Leon XIII erygował wikariat apostolski Północnego Hunanu. Dotychczas wierni z tych terenów należeli do wikariatu apostolskiego Hunanu (obecnie archidiecezja Changsha). 3 grudnia 1924 zmieniono jego nazwę na wikariat apostolski Changde.
W miarę rozwoju Kościoła w Hunanie z wikariatu apostolskiego Changde wydzielano:
- 13 marca 1925 - prefekturę apostolską Chenzhou (obecnie diecezja Yuanling)
- 6 maja 1931 - prefekturę apostolską Lixian
- 7 maja 1931 - prefekturę apostolską Yueyang.

W wyniku reorganizacji chińskich struktur kościelnych dokonanych przez Piusa XII 11 kwietnia 1946 wikariat apostolski Changde został podniesiony do rangi diecezji.
Z 1950 pochodzą ostatnie pełne, oficjalne kościelne statystyki. Diecezja Changde liczyła wtedy:
- 6 690 wiernych (0,2% społeczeństwa)
- 12 kapłanów (4 diecezjalnych i 8 zakonnych)
- 4 siostry i 5 braci zakonnych
- 6 parafii.

Od zwycięstwa komunistów w chińskiej wojnie domowej w 1949 diecezja, podobnie jak cały prześladowany Kościół katolicki w Chinach, nie może normalnie działać. Po wydaleniu z kraju zagranicznych misjonarzy, administratorem diecezji w 1951 został o. Michael Yan Gaojian OESA administrator diecezji Yuanling. Poszedł on na współpracę z nowymi władzami i w 1956 uczestniczył w spotkaniu założycielskim Patriotycznego Stowarzyszenia Katolików Chińskich. Rok później został wybrany na zastępcę sekretarza generalnego tej organizacji. W 1958 powołano go na antybiskupa Changde, mimo iż legalny biskup Gerardo Faustino Herrero Garrote OESA nie zrezygnował z tego urzędu. Przyjął on sakrę bez zgody papieża zaciągając na siebie ekskomunikę latae sententiae. Posłuszeństwo komunistom nie uchroniło bp Yan Gaojiana przed umieszczeniem w obozie pracy przymusowej w czasie rewolucji kulturalnej. Po odwilży, w 1980, przeniósł się do Pekinu, gdzie pracował w centrali PSKCh. Zmarł on w 1995 i był jedynym biskupem Kościoła oficjalnego w Changde. Brak jest informacji o jakimkolwiek biskupie Changde z Kościoła podziemnego.
W 1999 Patriotyczne Stowarzyszenie Katolików Chińskich połączyło diecezję Changde i 7 innych jednostek kościelnych w tej prowincji w diecezję Hunan ze stolicą w Changsha. Odbyło się to bez zgody Stolicy Apostolskiej, więc decyzja ta jest nieważna z punktu widzenia prawa kanonicznego.

## Ordynariusze
wszyscy ordynariusze do 1965 byli Hiszpanami

### Wikariusze apostolscy
- Elías Suárez OESA (1879 - 1884) prowikariusz, nie miał święceń biskupich
- Saturnino de La Torre Merino OESA (1884 - 1896) prowikariusz, nie miał święceń biskupich
- Luis Pérez y Pérez OESA (1896 – 1910)
- Agustín González OESA (1910 – 1911) elekt, nie objął wikariatu
- Juvencio Joan Hospital de la Puebla OESA (1911 – 1917)
- Angel Diego y Carbajal OESA (1917 – 1938)
- Gerardo Faustino Herrero Garrote OESA (1939 – 1946)

### Biskupi
- Gerardo Faustino Herrero Garrote OESA (1946 - 1965) de facto wydalony z komunistycznych Chin, nie miał po tym czasie realnej władzy w diecezji
  - Michael Yan Gaojian OESA (1951 - ?) administrator, także administrator Yuanlingu
- sede vacante (być może urząd sprawował biskup(i) Kościoła podziemnego) (1965 - nadal)
  - Methodius Qu Ailin (2012 - nadal) administrator apostolski; arcybiskup Changshy

### Antybiskup
Ordynariusz mianowany przez Patriotyczne Stowarzyszenie Katolików Chińskich nieposiadający mandatu papieskiego:
- Michael Yan Gaojian OESA (1958 - 1995).